# Mittagskogel
Pour l’article homonyme, voir Mittagskogel (Pitztal).
Le Mittagskogel en allemand ou Kepa en slovène est un sommet des Alpes, à 2 139 ou 2 145 m, dans les Karavanke, entre l'Autriche (land de Carinthie) et la Slovénie.

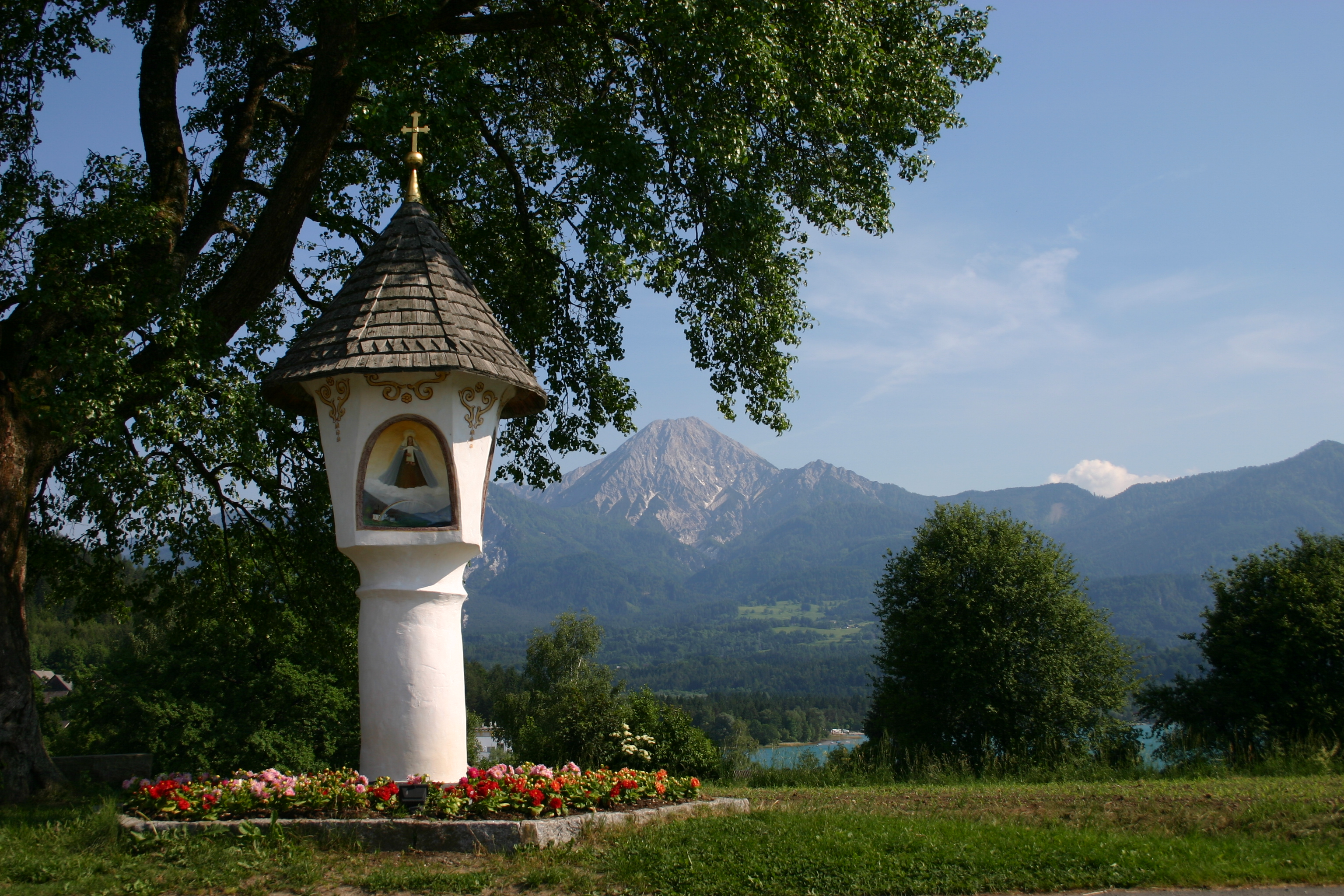
Le Mittagskogel et le lac de Faak.
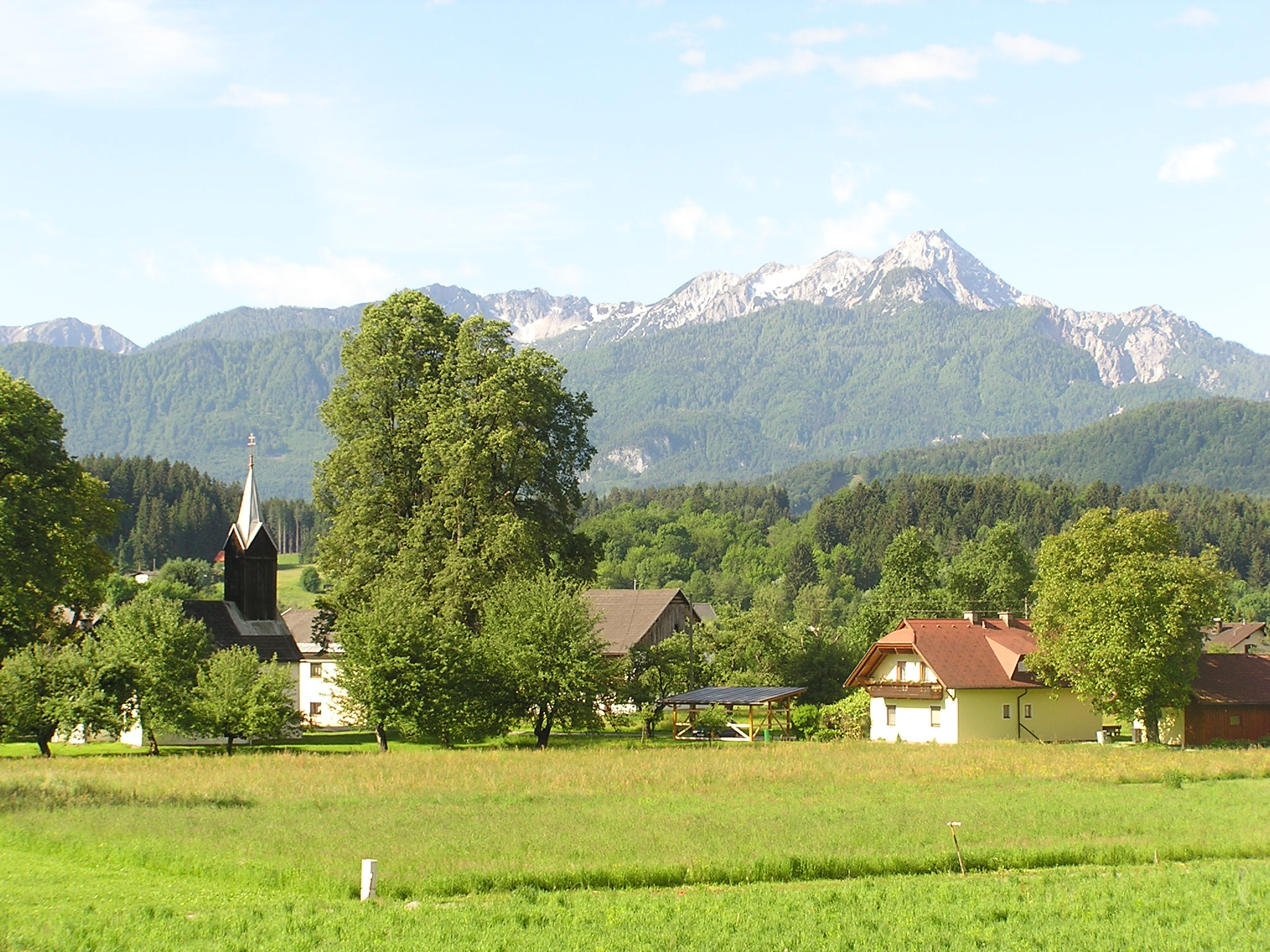
Le Mittagskogel depuis Sankt Lambrecht (Rosegg).
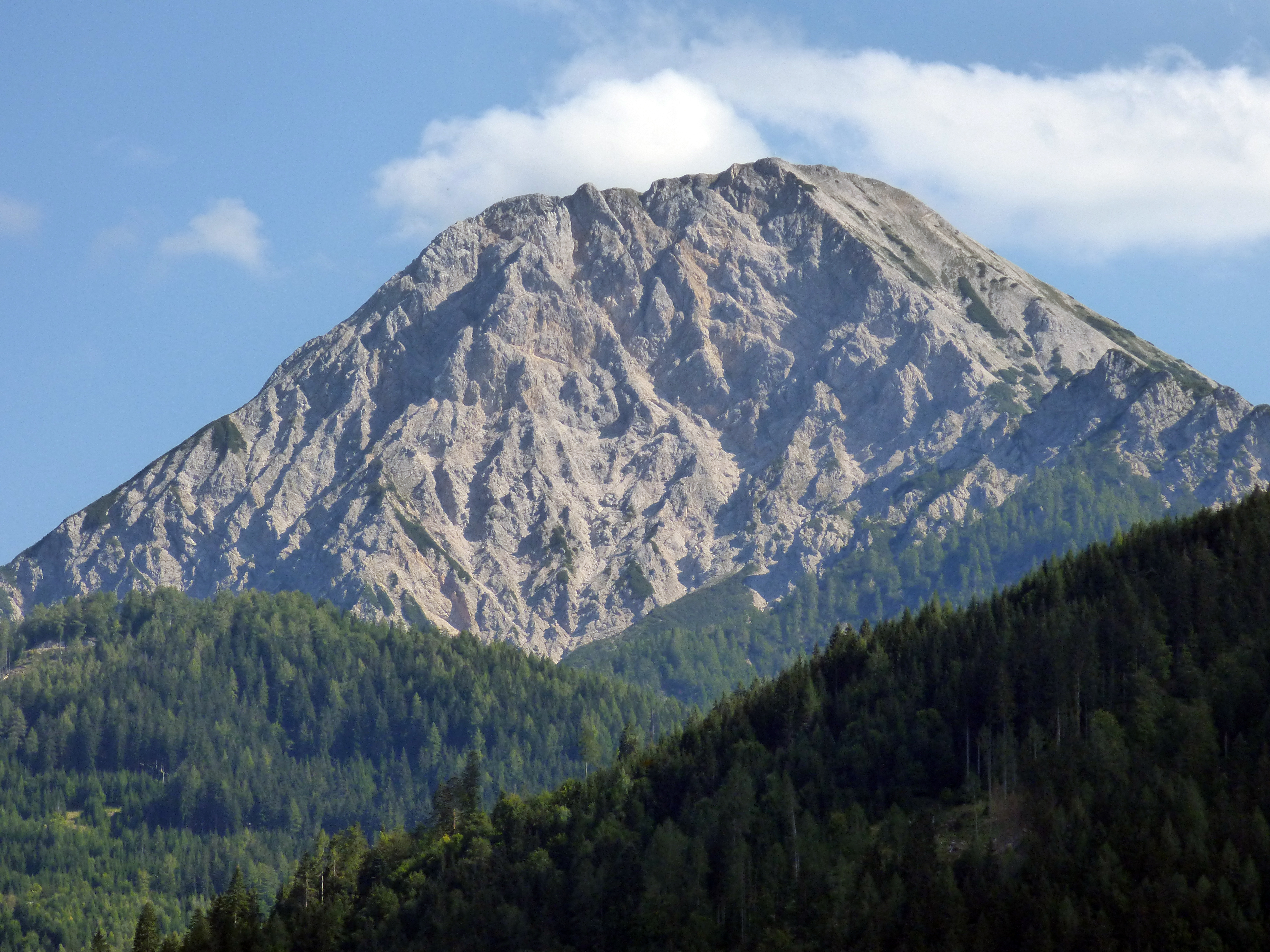
Mittagskogel.